# Croce della Giornata mondiale della gioventù
La croce della Giornata mondiale della gioventù è un crocifisso ligneo, realizzato su commissione di papa Giovanni Paolo II in occasione del Giubileo dei Giovani 1984. È considerata dai giovani cattolici il simbolo che lega idealmente le città che ospitano le giornate mondiali della gioventù.
La croce porta sopra il pannello principale gli adesivi con date, luoghi e temi delle GMG passate.
Viene chiamata in vari nomi: Croce dell'Anno Santo, Croce del Giubileo, Croce della GMG, Croce pellegrina, Croce dei giovani.

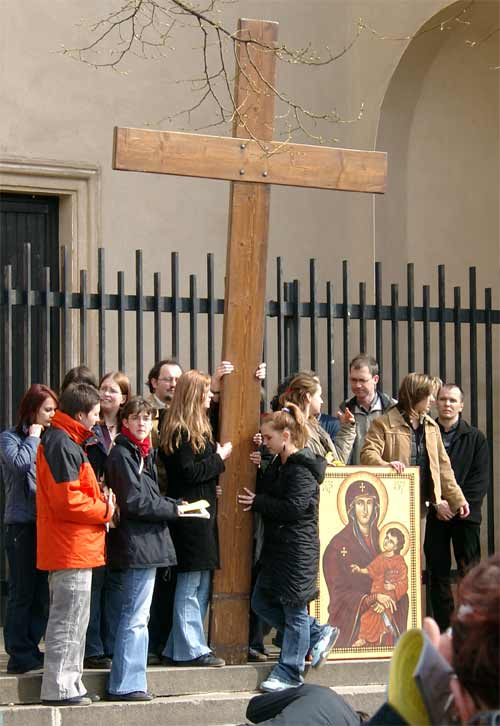
La Croce della GMG e l'Icona di Maria Salus Populi Romani a Berlino nell'aprile 2004

## La sua origine
Realizzata in base a indicazioni di papa Wojtyla, fu installata vicino all'altare maggiore nella basilica di San Pietro.
In occasione della chiusura della Porta Santa, il 22 aprile 1984, nella prima domenica dopo Pasqua, il Pontefice decise di affidare simbolicamente la croce alla gioventù del mondo, con queste parole:

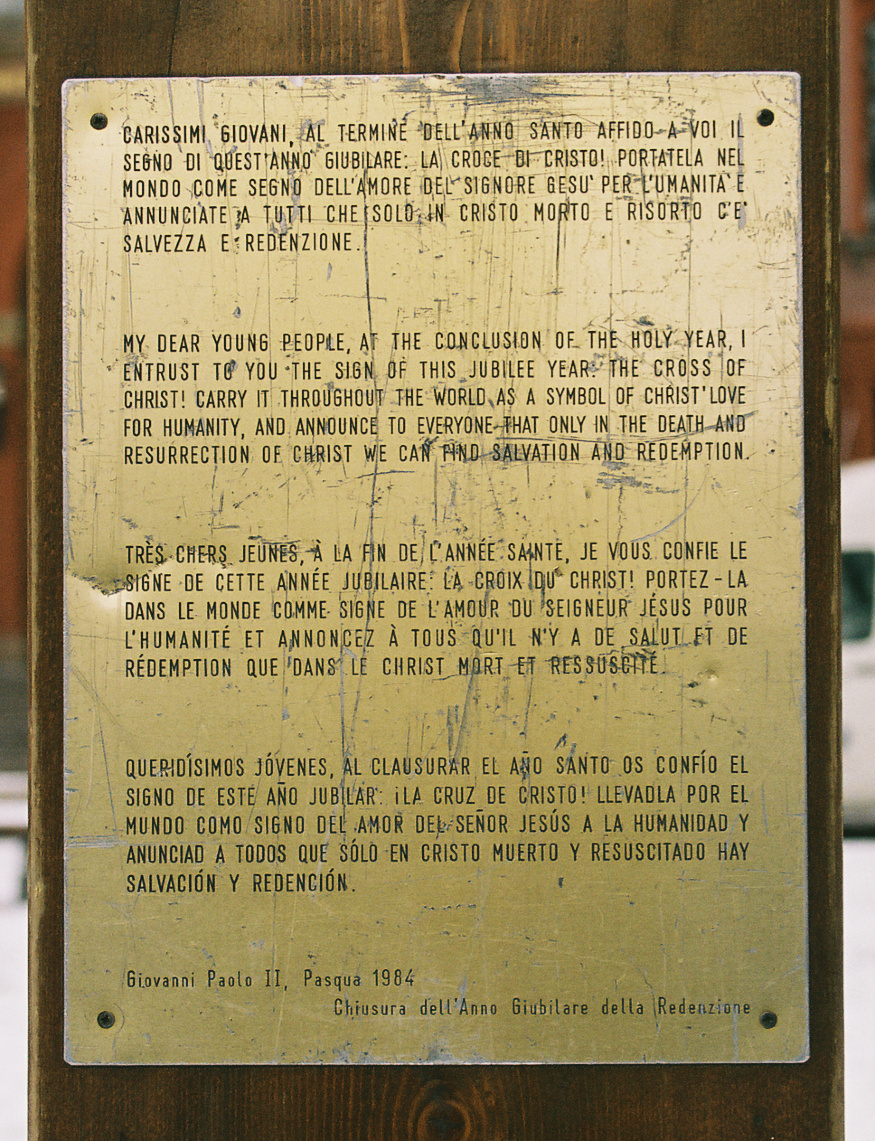
La placca con le parole di papa Wojtyla alla base della Croce. L’iscrizione è in quattro lingue: italiano, inglese, francese e spagnolo.

Il manufatto venne affidato ai giovani del Centro internazionale giovanile San Lorenzo di Roma, i quali la portarono nella loro sede, dove ancor oggi dimora quando non si trova in giro per il mondo.

## Anni ottanta
- 1984
  - luglio: La Croce dell'Anno Santo lascia per la prima volta Roma: a Monaco di Baviera (Germania), c'è la Katholikentag (Giornata dei Cattolici). Alla messa finale dell'evento all'Olympiastadion la croce viene installata di fianco all'altare.
  - Estate-autunno. La croce è in Francia (Lourdes, Paray-le-Monial, etc.), poi torna in Germania.
  - 27 dicembre. La Croce è in Germania. Papa Wojtyla chiede ai giovani di portarla al Cardinal František Tomášek a Praga, in Cecoslovacchia. Ovvero di attraversare la Cortina di Ferro, in segno di comunione e di pace.
- 1985
  - gennaio. La croce viene portata a Praga.
  - 31 marzo. La Croce è di nuovo a Roma per il raduno dei giovani per l'Anno internazionale della gioventù. Nei mesi successivi la croce viaggia per l'Italia, la Francia, il Lussemburgo, l'Irlanda, la Scozia, Malta e ancora la Germania. In ognuno di questi luoghi viene condotta in pellegrinaggio, fa da protagonista di Vie Crucis nelle strade delle città e presenzia a diversi incontri giovanili.
- 1986. Il 23 marzo è in piazza San Giovanni in Laterano per la prima Giornata mondiale della gioventù a livello diocesano. Durante l'anno la croce tocca di nuovo Francia e Svizzera.
- 1987. In aprile è a Buenos Aires, Argentina per la seconda Giornata mondiale della gioventù, la prima a carattere internazionale: per la prima volta in America. In seguito la croce torna in Europa per alcuni incontri giovanili in Germania, Francia e Grecia. È presente a Roma in ottobre per il Sinodo dei Vescovi.
- 1988. Il 27 marzo è a Roma per le celebrazioni della terza Giornata mondiale della gioventù della Diocesi di Roma. In seguito viene portata in Germania, Francia e quindi a Steubenville (Stati Uniti).
- 1989. La Croce compie il giro delle diocesi dei Paesi Bassi; poi in agosto viene portata a Santiago di Compostela per il secondo incontro mondiale dei giovani con il Papa (19 agosto). A ottobre è a Seul (Corea del Sud) per il Congresso Eucaristico Internazionale: prima volta in Asia.

## Gli anni novanta
- 1990. Come al solito, la Domenica delle Palme viene esposta durante la giornata della Gioventù della Diocesi. Viene poi portata due volte in America (Messico, Stati Uniti), in Francia, Germania e Italia.
- 1991. 14 agosto. La croce è con il Papa in Polonia, per la GMG di Częstochowa. Poi la croce torna in Germania e Svizzera.
- 1992. 12 aprile. In occasione della GMG diocesana la croce viene portata negli Usa per il quarto incontro internazionale dei giovani l'anno successivo. Prima di raggiungere le Diocesi statunitensi la Croce fu portata per un breve periodo in Australia.
- 1993. la Croce viene esposta negli Usa durante celebrazioni, raduni, convegni e pellegrinaggi. Il 12 agosto è a Denver, veglia finale della ottava Giornata mondiale della gioventù.
- 1994. GMG diocesana: la Croce è portata nelle 79 diocesi Filippine.
- 1995. A inizio gennaio la croce viene portata a Manila per la nona Giornata mondiale della gioventù. La Croce poi torna in Italia ed è nella spianata di Loreto il 9 settembre per l'incontro del Papa con i giovani "EurHope" trasmesso in prima serata dalla RAI.
- 1996
  - 31 marzo (Domenica delle Palme) La croce viene portata nella cattedrale di Chartres.
  - 1996. La croce è in Germania, a Berlino, per il viaggio pastorale di Giovanni Paolo II.
  - novembre. La croce è di nuovo nei Paesi Bassi.
- 1997. La Croce a gennaio è in Austria; in aprile è in Belgio. In agosto è a Parigi per la XII Giornata mondiale della gioventù, e subito dopo torna a Roma. Dal 20 al 28 settembre è a Bologna per il Congresso Eucaristico Nazionale che culmina in una veglia con più di 500.000 persone.
- 1998: Italia.
- 1999
  - 28 marzo. Per la GMG diocesana la croce è a Torino e non a Roma. È ad un raduno di giovani in collegamento televisivo con piazza San Pietro per l'Angelus del Papa. A maggio è ad Ancona durante la visita di Giovanni Paolo II.
  - 14 settembre. Nella basilica di Santa Croce in Gerusalemme c'è la prima tappa del "pellegrinaggio giubilare" della croce.

## Gli anni 2000
- 2000.
  - 12 agosto. Termina l'ultima tappa del "pellegrinaggio giubilare" della croce, durante la quale è portata in spalla a staffetta da Mantova a Roma, per poi essere consegnata ai rappresentanti del Forum Internazionale dei Giovani.
  - 15 agosto. La Croce è in Piazza San Pietro per l'apertura della XV Giornata mondiale della gioventù. Il 18 agosto durante via Crucis che dal Foro Romano raggiunge il Colosseo. Il 19 agosto viene issata nella spianata di Tor Vergata per la veglia finale.
- 2001. aprile: in Canada.
- 2002.
  - febbraio. la Croce viene portata a New York, Ground Zero, in segno di speranza per il popolo colpito dagli attentati terroristici dell'11 settembre 2001.
  - 28 aprile. Un gruppo di giovani dell'Ontario e del Quebec (chiamati portageurs) porta la croce a piedi per 43 giorni dalla Cattedrale Maria Regina Mundi di Montréal a Toronto.
  - 23-28 luglio. La croce è presente a tutti i principali eventi della diciassettesima Giornata mondiale della gioventù.
  - agosto-dicembre 2002. La Croce è in Repubblica Ceca.

- 2003.

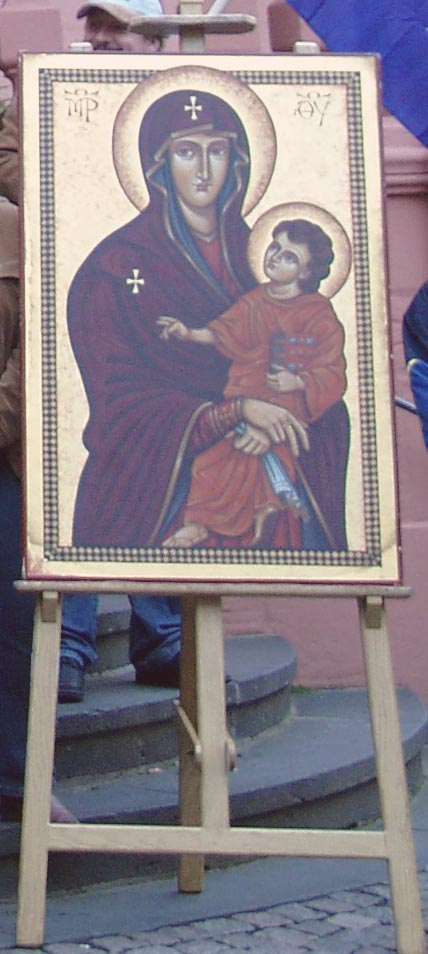
L'Icona di Maria Salus Populi Romani a Berlino il 14 maggio 2004

  - 21 marzo - 5 aprile. La Croce è in Irlanda.
  - aprile. In Germania. Il 15 aprile a Colonia si svolge la GMG del 2005. parte un pellegrinaggio che le farà toccare in Austria, Polonia, Slovacchia, Romania, Croazia, Svezia, Lituania, Danimarca, Portogallo (Fatima), Francia, Paesi Bassi, Svizzera, Inghilterra, Galles, Scozia, Italia, Belgio, Bulgaria e infine Bosnia (Sarajevo), dove arriva il 3 aprile 2004.
- 2005. Aprile-agosto. La Croce è a Colonia per la XX Giornata mondiale della gioventù. In occasione del suo arrivo in barcone sul Reno (18 agosto), la Croce viene eretta presso le sponde del fiume, ma una folata di vento la fa cadere rompendone un braccio. Verrà riparata con una lastra di metallo.
- 2006. 9 aprile. Ventunesima Giornata mondiale della gioventù. I 70 giovani australiani ricevono l'Icona della Madonna e la Croce, per la seconda volta, questo turno dai giovani tedeschi. È infatti Sydney ad ospitare la successiva Giornata mondiale della gioventù.
12 aprile 2006. La Croce per arrivare a Sydney viene fatta passare per la prima volta in alcuni paesi del continente africano, a partire dal Senegal.
- 2007 La croce tocca altri diciannove paesi africani, quindi viene trasportata in Corea del Sud, Micronesia, Guam, Isole Salomone, Figi, Timor Est[2][3]. Da dicembre inizia un lungo pellegrinaggio a piedi con la croce e l'icona attraverso le Diocesi australiane[4].
- 2008. 15-20 luglio. La Croce è a Sydney per la XXIII Giornata mondiale della gioventù.
- 2009
  - aprile - agosto: la Croce è a Madrid per la XXVII Giornata mondiale della gioventù.
  - 31- 2 giugno: La Croce della Giornata mondiale della gioventù è a L'Aquila, il capoluogo abruzzese devastato dal terremoto del 6 aprile.
  - 2 giugno. La Croce fa tappa al Santuario di San Gabriele dell'Addolorata per la giornata conclusiva del triennio dell'Agorà dei giovani italiani.

## Gli anni 2010
- 2010
  - 27 aprile - 9 luglio 2011: Spagna
  - 8-20 agosto: Santuario di Fatima, Portogallo
  - 20-31 agosto: Santuario di Lourdes, Francia
- 2011
  - 18 luglio -21 agosto. La Croce è a Madrid per la XXVI Giornata mondiale della gioventù.
  - 18 settembre - 21 aprile 2013: Brasile
- 2012
  - 30 novembre - 6 dicembre: Paraguay
  - 7 - 14 dicembre: Uruguay
  - 14 - 31 dicembre: Chile & Argentina
- 2013. 
  - 10-28 luglio. La Croce è a Rio de Janeiro per la XXVIII Giornata mondiale della gioventù.
- 2014
  - 14 aprile - 19 maggio 2016: Polonia
  - 31 maggio - 5 giugno: Roma
  - 29 giugno - 12 luglio: Bielorussia
  - 13-26 luglio: Lituania
  - 27 luglio 27 - 9 agosto: Lettonia
  - 10 agosto - 5 settembre: Russia
  - 6 settembre - 4 ottobre: Ucraina
  - 5-14 ottobre: Moldova
  - 15 ottobre-1º novembre: Romania
  - 2-15 novembre: Ungheria
  - 16-29 novembre: Slovacchia
  - 30 novembre -13 dicembre: Repubblica Ceca
- 2015
- 2016
  - 20 maggio - 31 luglio: La Croce è a Cracovia per la XXXI Giornata mondiale della gioventù.
- 2017
  - 13 maggio - 27 gennaio 2019: Panama
  - 21 agosto - 10 ottobre: Mexico
  - 11 ottobre - 10 novembre: Cuba
  - 11 - 25 novembre: Haiti
  - 25 novembre - 13 dicembre: Repubblica Dominicana
  - 14 - 30 dicembre: Porto Rico
- 2018
  - 4 gennaio - 17 febbraio: Guatemala
  - 17 febbraio - 31 marzo: El Salvador
  - 31 marzo - 12 maggio: Honduras
  - 12 maggio - 30 giugno: Nicaragua
  - 30 giugno - 18 agosto: Costa Rica
  - 19 - 27 agosto: Stati Uniti
  - 15 - 20 novembre: Venezuela

## Caratteristiche tecniche
- Altezza: 380 cm
- Larghezza: 175 cm
- Larghezza delle assi: 25 cm
- Spessore delle assi: 5 cm
- Peso: 40 kg (31 kg prima del danneggiamento a Colonia nel 2005)

## Lista dei paesi "visitati" dalla Croce
Questa è la lista dei paesi in cui la Croce della GMG è passata almeno una volta. Tra parentesi l'anno del primo passaggio.

### Africa
| - Senegal (2006) - Guinea-Bissau (2006) - Gambia (2006) - Ghana (2006) - Togo (2006) - Burkina Faso (2006) - Niger (2006) - Camerun (2006) - Gabon (2006) - RD del Congo (2006) |  | - Burundi (2006) - Ruanda (2006) - Tanzania (2006) - Malawi (2006) - Zambia (2006) - Botswana (2006) - eSwatini (2006) - Mozambico (2006) - Sudafrica (2006) - Madagascar (2006) |

### America
| - Argentina (1987) - Brasile (2011/2012) - Canada (2001) - Cile (2012) - Cuba (2017) - El Salvador (2018) - Guatemala (2018) - Haiti (2017) - Honduras (2018) - Messico (1990) |  | - Nicaragua (2018) - Panama (2017/2019) - Paraguay (2012) - Porto Rico (2017) - Stati Uniti (1988) - Uruguay (2012) - Venezuela (2018) |

### Asia
- Corea del Nord (1989)
- Corea del Sud (2007)
- Filippine (1994)

### Europa
| - Austria (1997) - Belgio (1997) - Bosnia ed Erzegovina (2004) - Bulgaria (2004) - Cecoslovacchia (1985) - Rep. Ceca nel (2002) - Città del Vaticano (1984) - Croazia (2003) - Danimarca (2003) - Francia (1984) - Germania (1984) - Regno Unito (1985) - Grecia (1987) - Irlanda (1985) |  | - Italia (1984) - Lettonia (2003) - Lussemburgo (1985) - Malta (1985) - Paesi Bassi (1989) - Polonia (1991) - Portogallo (2003) - Romania (2003) - Slovenia (2003) - Spagna (1989) - Svezia (2003) - Svizzera (1986) |

### Oceania
- Australia (1992)
- Figi (2007)
- Guam (2007)
- Micronesia (2007)
- Nuova Zelanda (2007)
- Timor Est (2007)